# Schwammerlparagraph
Als Schwammerlparagraph wird Artikel 141 der Verfassung des Freistaates Bayern bezeichnet. Er gehört zum zweiten Abschnitt des dritten Hauptteils. Der Artikel verankert den Schutz der natürlichen Lebensgrundlagen und etabliert in Absatz 3 ein Jedermannsrecht, das einen grundsätzlich freien Zugang zur bayrischen Natur garantiert. Der Artikel wurde per Volksentscheid 1986 und 1998 um den Denkmalschutz erweitert. 
Der umgangssprachliche Name kommt vom bairischen Wort „Schwammerl“ für Pilze. Die Idee zu dem Verfassungsartikel stammt von Wilhelm Hoegner, der damit den Zugang der Bevölkerung an den Naturschätzen ermöglichen wollte.
Die Bezeichnung ist irreführend, da die bayerische Verfassung nicht in Paragraphen untergliedert ist, sondern in Artikel.

## Wortlaut
(2) Staat, Gemeinden und Körperschaften des öffentlichen Rechts haben die Aufgabe, die Denkmäler der Kunst, der Geschichte und der Natur sowie die Landschaft zu schützen und zu pflegen, herabgewürdigte Denkmäler der Kunst und der Geschichte möglichst ihrer früheren Bestimmung wieder zuzuführen, die Abwanderung deutschen Kunstbesitzes ins Ausland zu verhüten. 